# Макарьевка (Свердловская область)
Макарьевка — упразднённая в мае 2019 года деревня, относившаяся к городу областного подчинения Карпинску Свердловской области России. На муниципальном уровне на момент упразднения входила в состав Волчанского городского округа.

## Географическое положение
Деревня Макарьевка располагалась в 4 километрах по прямой и в 6 километрах по автодороге к северо-востоку от города Волчанска, на правом берегу реки Макарьевки (левого притока реки Большой Волчанки).

## История
Первые поселенцы появились на Волчанском зимовье в 1840-х годах. В конце XIX века деревня носила название Прянишникова, происходившей от фамилии Прянишниковых. Основным занятием сельчан была охота, торговля пушниной (скупка пушнины у вогулов), извоз по Петропавловскому тракту, работа на небольших золотых приисках.
В апреле 2019 года в Законодательное собрание Свердловской области внесён законопроект об упразднении деревни. В мае 2019 года законопроект был одобрен.

## Население
| 2002 | 2010 |
| ---- | ---- |
| 0    | →0   |